# Adelina Patti

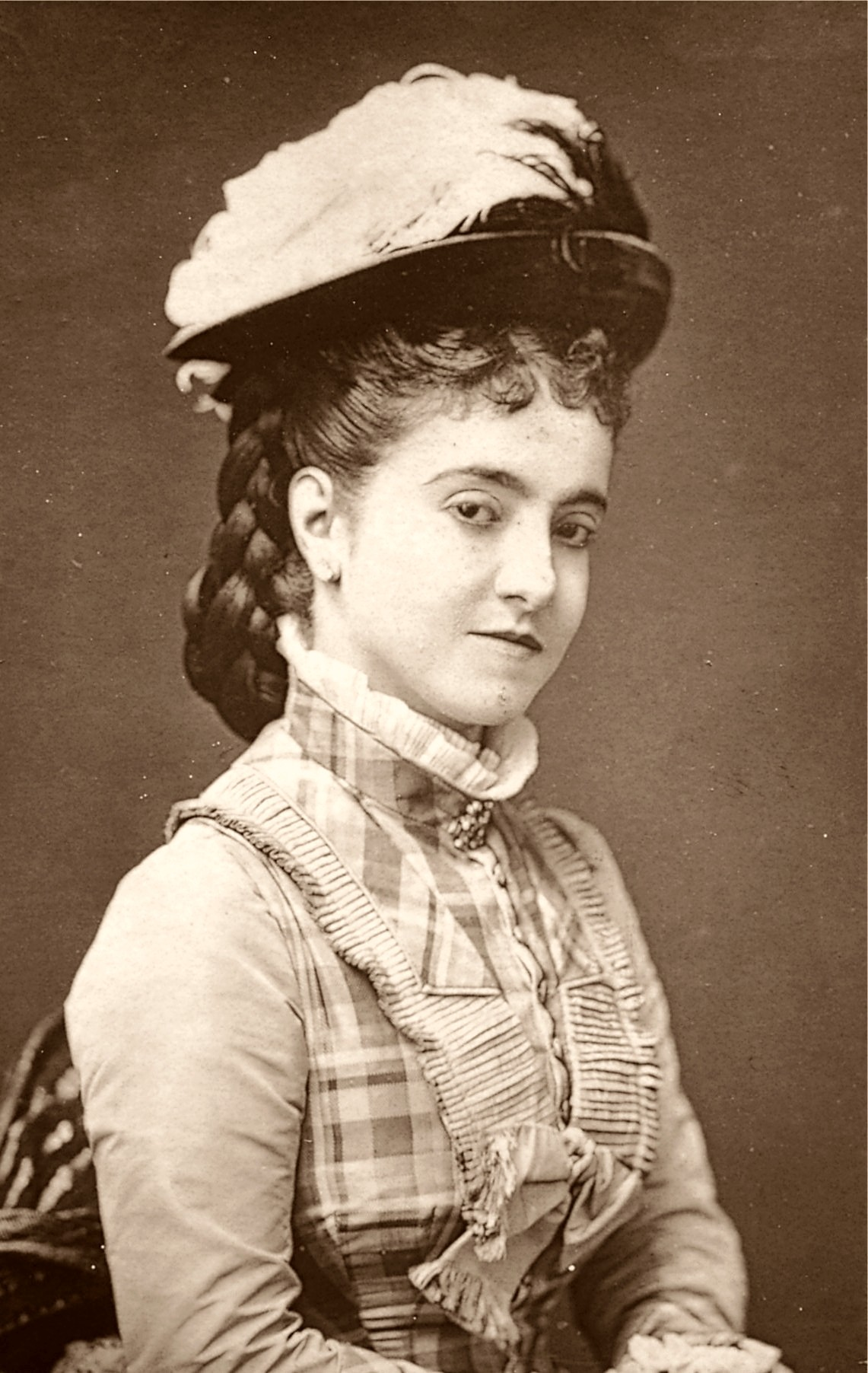
Adelina Patti..

Adelina Patti (Madrid, 19 februari 1843 - Powys, 27 september 1919) was een zeer gerespecteerde negentiende-eeuwse sopraan. Samen met haar tijdgenoten Jenny Lind en Thérèse Tietjens is Patti een van de beroemdste sopranen in de geschiedenis, wat te danken is aan de helderheid en schoonheid van haar lyrische stem en ongeëvenaarde kwaliteit van haar belcanto-techniek.
Giuseppe Verdi beschreef haar in 1877 als misschien wel de beste zangeres die ooit geleefd had en een verbazingwekkende artieste. Verdi's bewondering voor Patti's talent werd door veel critici van haar tijd gedeeld.

## Biografie
Ze werd in Madrid geboren als Adela Juana Maria Patti, het jongste kind van tenor Salvatore Patti (1800-1869) en sopraan Caterini Barilli (gest. 1870). Haar Italiaanse ouders werkten in Madrid ten tijde van haar geboorte. Aangezien haar vader van Sicilië kwam, werd ze geboren als onderdaan van de Koninkrijk der Beide Siciliën. Later kreeg ze een Frans paspoort omdat haar eerste twee echtgenoten Frans waren.
Haar zusters Amalia en Carlotta Patti waren ook zangeressen. Haar broer Carlo was violist die trouwde met actrice Effie Germon. Toen ze nog een kind was verhuisde het gezin naar New York. Patti groeide op in de Wakefieldsectie van The Bronx, waar haar familiehuis nog steeds is. Patti zong vanaf haar kindertijd professioneel, en ontwikkelde zich tot een coloratuursopraan met perfect gelijkgestemde registers en een verrassend warme satijnachtige toon. Men veronderstelt dat Patti veel van haar zangtechniek leerde van haar zwager Maurice Strakosch, die musicus en impresario was. Later in haar leven beweerde Patti, net als veel beroemde zangers met een behoorlijk ego, dat ze geheel autodidact was.

### Vocale ontwikkeling
Adelina Patti maakte haar operadebuut toen ze zestien was op 24 november 1859 in de titelrol van Donizatti's Lucia di Lammermoor aan de Academy of Music in New York. Op 24 augustus 1860 waren zij en Emma Albani solisten in de wereldpremière van Charles Wugk Sabatiers Cantata in Montreal, wat uitgevoerd werd vanwege het bezoek van de Prins van Wales. In 1861, toen ze achttien was, werd ze uitgenodigd door Covent Garden om de rol van Amina in Bellini's La sonambula te zingen. Ze had zo'n succes dat ze een huis kocht in Clapham en gebruikte Londen als uitvalbasis gebruikte en van daaruit het Europese continent veroverde, en Amina in Parijs en Wenen met een geëvenaard succes zong.
In 1862, tijdens een Amerikaanse tournee, zong ze John Howard Payne's Home, Sweet Home op het Witte Huis voor de president van de VS, Abraham Lincoln, en zijn vrouw Mary Lincoln. De Lincolns rouwden om de dood van hun zoon Willie, die aan de tyfus gestorven was. Tot tranen geroerd vroegen de Lincolns om een reprise van het lied. Vanaf toen zou het met Adelina Patti geassocieerd worden, en ze zong het verschillende keren als toegift aan het eind van recitals en concerten.
Patti's carrière bestond uit het ene succes na het andere. Ze zong niet alleen in Engeland en de Verenigde Staten, maar door heel het vasteland van Europa tot in Rusland toe, evenals in Zuid-Amerika. Het publiek werd dol overal waar ze kwam. Haar meisjesachtige goede trekken gaven haar een aantrekkelijke toneelpersoonlijkheid, wat bijdroeg aan haar status als beroemdheid.
Gedurende de jaren tachtig van de negentiende eeuw had Patti een lieflijke, hoog liggende stem met een vogelachtige zuiverheid en opmerkelijk flexabiliteit, die ideaal was voor partijen als Zerlina, Lucia en Amina; maar haar lage tonen wonnen aan vol- en schoonheid naarmate ze ouder werd, wat haar in staat stelde uit te blinken in zwaardere rollen. Patti veranderde echter in een conservatieve zangeres in de laatste fase van haar carrière. Ze wist wat perfect bij haar ouder wordende stem paste en bleef daarbij. Haar recitalprogramma's in de jaren 90 toonden een reeks bekende, vaak sentimentele, niet te veeleisende populaire deuntjes, waarvan ze zeker wist dat haar fans ze zouden waarderen.
In de jaren zeventig en tachtig was ze een meer ondernemende zangeres, waarbij ze bewees dat ze een effectieve actrice was in die lyrische rollen die diepe emoties op moesten roepen, zoals Gilda in Rigoletto, Leonora in Il trovatore, Semiramide, Zerlina in Don Giovanni en Violetta in La Traviata. Ze was er zelfs op voorbereid tamelijk dramatische rollen te tackelen in opera's als L'Africaine, Les Huguenots en zelfs Aida. Ze heeft nooit een poging ondernomen om verismorollen te zingen, hoewel die tijdens schemering van haar carrière in het laatste decennium van de negentiende eeuw heel populair werden.
Vele jaren eerder had Patti in Parijs een amusante ontmoeting met componist Gioacchino Rossini, die veel waarde hechtte aan de traditionele Italiaanse zangwaarden. Patti's mentor Strakosch stelde haar voor aan Rossini tijdens een van diens modieuze ontvangsten, waar haar gevraagd werd Una voce poco fa uit Rossini's Il barbiere di Siviglia te zingen, met versieringen die door Strakosch toegevoegd waren om met de stem van de sopraan te pronken. "Wiens compositie was dat?" vroeg een geprikkelde Rossini na afloop. "Maar Maestro, van uzelf" antwoordde Strakosch. "Oh nee, dat is geen compositie van mij, dat is Strakoschonnerie," kaatste Rossini terug. ("Cochonnerie" is een plat Frans woord waarmee naar vuilnis verwezen wordt, en letterlijk betekent dat het typisch iets voor varkens is.)

### Financieel inzicht en terugtrekking
Op het hoogtepunt van haar roem eiste Patti $5000 per avond, in goud, vóór de voorstelling. In haar contracten stond dat haar naam boven aan de bezettingslijst moest komen, en groter gedrukt werd dan iedere andere naam in de bezetting. Daarnaast stond erin dat ze de vrijheid had iedere repetitie te bezoeken, maar dat ze niet verplicht was er één bij te wonen.
In zijn memoires beschrijft de beroemde operapromotor "kolonel" Mapleson Patti's koppige persoonlijkheid en scherpe zin voor zaken. Ze had ook een papegaai die ze geleerd had "Cash! Cash!" te schreeuwen zodra Mapleson de kamer binnenkwam. Patti hield van de opsmuk van roem en geld, maar ze smeet niet met haar verdiensten, vooral niet nadat ze een groot deel van haar bezit kwijtraakte bij de scheiding van haar eerste echtgenoot. Ze investeerde wijs grote sommen geld, en, in tegenstelling tot sommige van haar extravagante voormalige collega's als de stertenor Giovanni Mario, die in armoede stierf, zat zij haar dagen uit in een luxueuze omgeving.
In 1893 creëerde Patti de titelrol van Gabriela in een nu vergeten opera van Emilio Pizzi tijdens de wereldpremière in Boston. Patti had Pizzi de opdracht gegeven te opera voor haar te schrijven. In 1900 ontving ze de Zweedse koninklijke onderscheiding Litteris et Artibus.
In 1903 ondernam ze een laatste tournee door de VS; het werd echter een kritieke, financiële en persoonlijke strop, dankzij de achteruitgang van haar stem. Vanaf toen beperkte ze zich tot een concert hier en daar, of een privéconcert in het theatertje dat ze in haar indrukwekkende residentie had laten bouwen: Craig-y-Nos Castle in Wales. In oktober 1914 zong ze het laatst voor publiek tijdens een concert van het Rode Kruis in de Royal Albert Hall in Londen, dat georganiseerd was ten behoeve van de slachtoffers van de Eerste Wereldoorlog. Ze leefde lang genoeg om het einde van de oorlog mee te maken; ze stierf in 1919 aan een natuurlijke oorzaak.

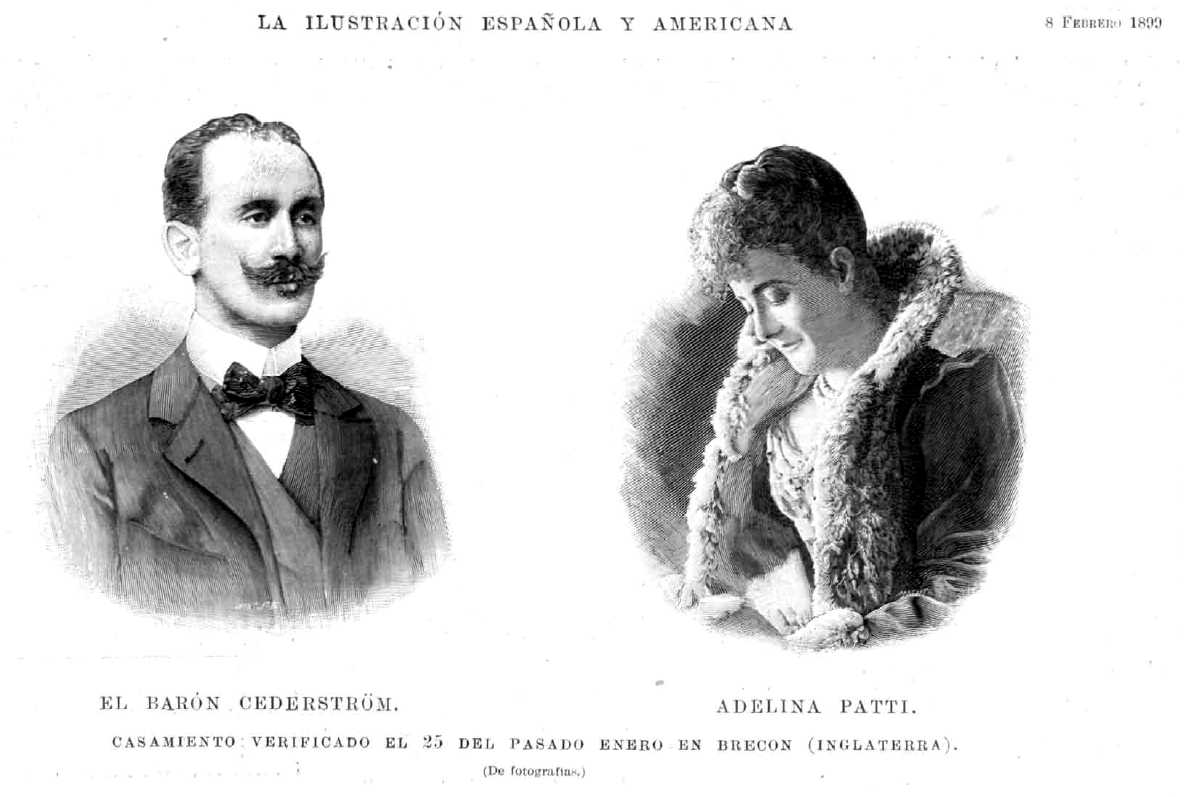
Adelina-Patti-1899-casamiento

### Persoonlijk leven
Patti's persoonlijke leven was niet zo succesvol als haar professionele, maar het was niet zo rampzalig als dat van vele andere operazangers. Sommigen dachten dat ze een verhouding had met de tenor Mario, die op haar eerste bruiloft opgeschept zou hebben dat hij vele malen de liefde met haar bedreven had.
Ze was als minderjarige verloofd met Henri de Lossy, baron van Ville. Ze trouwde uiteindelijk drie keer: ten eerst in 1868 met Henri de Roger de Cahusac, markies van Caux (1826-1889). Het huwelijk duurde niet lang; beiden hadden affaires en De Caux verkreeg in 1877 een legale scheiding van tafel en bed, en scheidde in 1885. De vereniging eindigde met bitterheid en kostte haar de helft van haar fortuin.
Daarna woonde ze een aantal jaren samen met de tenor Ernesto Nicolini (1834-1898), totdat ze na de scheiding van De Caux in 1886 met hem kon trouwen. Het huwelijk duurde tot aan zijn dood, en leek gelukkig, maar Nicolini onterfde haar, wat op spanning in de laatste jaren wijst.
Patti's laatste huwelijk, in 1899, was met baron Rolf Cederström (1870-1947), een pedante, maar knappe, Zweedse aristocraat die vele jaren jonger was. De baron knipte ernstig in Patti's sociale leven. Hij bracht haar huishoudelijk personeel terug van 40 naar 18, maar gaf haar de toewijding en vleierij die ze nodig had, en waardoor hij haar enige erfgenaam werd. Na haar dood trouwde hij een veel jongere vrouw. Hun enige dochter, Brita Yvonne Cederström (geb. 1924) eindigde als Patti's enige erfgenaam. Patti had zelf geen kinderen, maar had goede contacten met haar neven en nichten. De Tony-Award-winnende Broadwayactrice en zangeres Patti LuPone is een achter-achternicht. Drummer Scott Devours is een achter-achter-achterneef. De Welshe operazangeres Lisa Dee Dark is haar achter-achter-achter-achternicht via haar huwelijk met de Franse tenor Ernesto Nicolini.
Na haar pensionering vestigde Patti, nu officieel barones Cederström, zich in de Swansea Valley in het zuiden van Wales, waar ze Craig-y-Nos Castle kocht. Daar had ze haar eigen privé theater, een miniatuurversie van dat in Bayreuth, en maakte haar eigen plaatopnames.
Patti liet ook het stationsgebouw van Craig y Nos/Penwyllt bouwen aan de spoorlijn Neath and Brecon. In 1918 schonk ze het Wintertuingebouw van haar landgoed aan de stad Swansea. Het werd daar herbouwd en het Patti-paviljoen genoemd. Ze stierf op Craig-y-Nos, en acht maanden later werd ze in Parijs op het kerkhof Père Lachaise begraven, vlak bij haar vader en haar favoriete componist Rossini.

## Opnames
De eerste opnames van haar stem maakte ze rond 1890 voor Thomas Marshall in New York. Noch de titel, nog het aantal persingen is bekend. De opnames zijn verloren gegaan. Patti maakte tussen 1905 en 1906 meer dan 30 grammofoonopnames met liederen en aria's, plus een gesproken opname (een nieuwjaarsgroet aan haar derde echtgenoot) in haar Welshe huis. Ze was toen in de zestig, met een stem die haar beste jaren gehad had na een drukke operacarrière die teruggaat tot 1859.
Desalniettemin zijn de puurheid van haar tonen en de gladheid van haar legatolijnen nog steeds indrukwekkend, wat de verzwakking van haar ademcontrole compenseert. De opnames laten ook een levendige persoonlijkheid horen, evenals een verrassend sterke borststem, en een wollig timbre. Haar trillers zijn wonderbaarlijk vloeiend en accuraat, en haar dictie is uitstekend. De platen geven een hint over waarom zij op haar hoogtepunt $5000 per avond vroeg.
De platen werden geproduceerd door de Gramophone & Typewriter Company (de voorloper van HMV). Patti's pianobegeleider, Landon Ronald, schreef over zijn eerste sessie met de diva: "Toen de hoorn (van de grammofoon) de prachtige tonen reproduceerde, werd ze extatisch! Ze blies kussen in de hoorn en bleef maar zeggen: 'Ah! Mon Dieu! Maintenant je comprends pourquoi je suis Patti! Oh oui! Quelle voix! Quelle artiste! Je comprends tout!' Haar enthousiasme was zo naïef en echt dat het feit dat ze haar eigen stem prees juist en gepast leek."
In 1998 werden 32 opnames van Patti heruitgebracht op CD door Marston Records.
- Bibsys: 8024094
- Biblioteca Nacional de España: XX1649120
- Bibliothèque nationale de France: cb120470526 (data)
- Catàleg d'autoritats de noms i títols de Catalunya: 981058530482406706
- CiNii: DA12829571
- Gemeinsame Normdatei: 119235323
- International Standard Name Identifier: 0000 0001 1644 8174
- Library of Congress Control Number: n80148743
- Nationale Bibliotheek van Letland: 000319557
- MusicBrainz: e8c45c09-d900-4cf9-824b-5f77fe05a231
- Nationale Bibliotheek van Tsjechië: xx0180136
- Nationale Bibliotheek van Israël: 987007279098505171
- Nationale Bibliotheek van Polen: a0000002027749
- Nederlandse Thesaurus van Auteursnamen: 069952558
- Réseau des bibliothèques de Suisse occidentale: 02-A022711181
- Istituto Centrale per il Catalogo Unico: CFIV120091
- LIBRIS: 210578
- SNAC: w6bk1k3j
- Système universitaire de documentation: 028685504
- Virtual International Authority File: 54166340
- WorldCat: E39PBJhd8QrFWXhBJVTrVJPG73